# Promyrmekiaphila clathrata
Espèce
Synonymes
- Aptostichus clathratus Simon, 1891
- Aptostichus zebrus Chamberlin & Ivie, 1935
- Promyrmekiaphila zebra (Chamberlin & Ivie, 1935)
- Promyrmekiaphila gertschi Schenkel, 1950

Promyrmekiaphila clathrata est une espèce d'araignées mygalomorphes de la famille des Euctenizidae.

## Distribution
Cette espèce est endémique de Californie aux États-Unis,.

## Publication originale
- Simon, 1891 : Liste des espèces de la famille des Aviculariidae qui habitent le Mexique et l'Amérique du Nord. Actes de la Société Linnéenne de Bordeaux, vol. 44, p. 307-326 (texte intégral).